# Håkan Hydén
Håkan Hydén, född 1945, är professor i rättssociologi vid Lunds universitet. Sedan 2008 innehar han den särskilda "Torsten och Ragnar Söderbergs stiftelsers professur till Samuel Pufendorfs minne" där. Han har författat flera rättsvetenskapliga böcker.
Håkan Hydén är bror till Göran Hydén.